# كارستن وينغر
كارستن وينغر (بالنرويجية البوكمول: Carsten Winger)‏ هو ممثل نرويجي، ولد في 18 مايو 1907 في أوسلو في النرويج، وتوفي في 19 أغسطس 1992.

## وصلات خارجية
- كارستن وينغر على موقع IMDb (الإنجليزية)
- كارستن وينغر على موقع قاعدة بيانات الأفلام السويدية (السويدية)
- كارستن وينغر على موقع قاعدة بيانات الفيلم (الإنجليزية)